# Korkina, Kiustendil
Korkina (în bulgară Коркина) este un sat în comuna Bobov Dol, regiunea Kiustendil,  Bulgaria. 

## Demografie
Componența etnică a satului Korkina
     Bulgari (99,42%)
     Nicio identificare (0,57%)
     Altele (0%)
La recensământul din 2011, populația satului Korkina era de 175 locuitori. Din punct de vedere etnic, majoritatea locuitorilor (99,42%) erau bulgari. Pentru 0,57% din locuitori nu este cunoscută apartenența etnică.